# Plač
Plač (Duits: Platsch) is een plaats in Slovenië en maakt deel uit van de gemeente Kungota in de NUTS-3-regio Podravska. IN 2002 telde de plaats 144 inwoners. In 2011 was dit teruggelopen naar 135. De plaats telde 138 inwoners op 1 januari 2020.